# Dilocantha serrata
Dilocantha serrata is een vliesvleugelig insect uit de familie Eucharitidae. De wetenschappelijke naam is voor het eerst geldig gepubliceerd in 1998 door Heraty.